# J (SAB)
J är ett signum i SAB. 

## JArkeologi
- J.0 Arkeologi: särskilda aspekter
  - J.01 Kulturformer
  - J.02 Bosättningar, kultplatser och gravskick
  - J.03 Verktyg, redskap och vapen
  - J.04 Konstnärliga lämningar
  - J.05 Konsthantverk
  - J.06 Stenmonument
  - J.07 Marinarkeologi
  - J.08 Osteologi (benlära)
- Ja Europa: allmänt
  - Jaa Klassisk arkeologi
    - Jaan Grekisk arkeologi
    - Jaao Etruskisk arkeologi
    - Jaap Romersk arkeologi
    - Jaaq Fornkristen arkeologi

  - Jak Keltisk arkeologi
- Jb Norden: allmänt
- Jc Sverige (struktur enligt Nc (SAB))
- Jd Övriga Norden (struktur enligt Nd (SAB))
- Je Brittiska öarna (struktur enligt Ne (SAB))
- Jf Mellaneuropa (struktur enligt Nf (SAB))
- Jg Nederländerna, Belgien och Luxemburg (struktur enligt Ng (SAB))
- Jh Schweiz
- Ji Italien
- Jj Frankrike
- Jk Spanien (inklusive Andorra och Gibraltar)
- Jl Portugal
- Jm Östeuropa (struktur enligt Nm (SAB))
- Jn Balkanhalvön (struktur enligt Nn (SAB))
- Jo Asien (struktur enligt No (SAB))
- Jp Afrika (struktur enligt Np (SAB))
- Jq Amerika (struktur enligt Nq (SAB))
- Jr Australien och Oceanien (struktur enligt Nr (SAB))
- Js Polarområdena (struktur enligt Ns (SAB))